# انقلاب 1996 في النيجر
انقلاب النيجر هو انقلاب عسكري وقع في 27 يناير 1996، في النيجر. حيث أُطيح بأول رئيس منتخب ديمقراطياً في النيجر، مهمان عثمان بعد ما يقرب من ثلاث سنوات في السلطة، وتمّ تعيين الجنرال إبراهيم باري مناصرة على رأس الدولة. واعتقل رئيس الوزراء هاما أمادو في الانقلاب وقتل عدة جنود وحرس الرئاسة في القتال.

## بعد الانقلاب
بقي مناصرة في السلطة بعد الانقلاب حتى يناير 1999، عندما أُطيح بنظامه في انقلاب 1999.